# Вахшский хребет
Ва́хшский хребе́т — горный хребет в Таджикистане, вытянутый вдоль левого берега среднего течения реки Вахш. Служит водоразделом рек Вахш и Кызылсу.
Протяжённость хребта составляет около 80 км. Максимальная высота — 3141 м. Хребет сложен песчаниками, известняками, конгломератами, глинами. На склонах расположены эфемеровые полупустыни и субтропические степи.